# Dimos Mykonos
Dimos Mykonos (Mykonos) är en kommun i Grekland.   Den ligger i prefekturen Kykladerna och regionen Sydegeiska öarna, i den sydöstra delen av landet, 160 km öster om huvudstaden Aten. Antalet invånare är 9 274. Arean är 105 kvadratkilometer.
Terrängen i Dimos Mykonos är kuperad åt nordost, men åt sydväst är den platt.